# Crystallize
«Crystallize» es una canción interpretada por la Cantante australiana Kylie Minogue. Fue lanzada el 26 de mayo de 2014, como descarga digital a través de iTunes.

## Antecedentes y lanzamiento
«Crystallize» surgió luego de que las personas comprasen nota a nota el tema generando fondos destinados a la lucha contra el cáncer.
Esta canción que fue coescrita en colaboración con Dev Hynes y Babydaddy, lleva el tema del cáncer y su lucha a un lugar preponderante en la Europa actual.